# (4060) Deipylos
(4060) Deipylos – planetoida z grupy trojańczyków okrążająca Słońce w ciągu 12,08 lat w średniej odległości 5,26 j.a. Odkryli ją Eric Elst i Guido Pizarro 17 grudnia 1987 roku w Obserwatorium La Silla.